# Barnettia caprai
Barnettia caprai is een hydroïdpoliep uit de familie Pandeidae. De poliep komt uit het geslacht Barnettia. Barnettia caprai werd in 1996 voor het eerst wetenschappelijk beschreven door Schuchert. 